# Barbus chiumbeensis
Barbus chiumbeensis är en fiskart som beskrevs av Pellegrin, 1936. Barbus chiumbeensis ingår i släktet Barbus och familjen karpfiskar. IUCN kategoriserar arten globalt som livskraftig. Inga underarter finns listade.